# 부덕의 길드

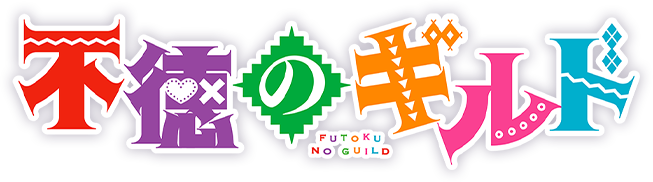

《부덕의 길드》(일본어: 不徳のギルド)는 카와조에 타이치가 원작한 일본의 만화 작품이다. 「월간 소년 간간」에서 2017년 7월호부터 연재 중이다. 2022년 9월 현재 누계 부수가 120만 부를 돌파했다.

## 줄거리
마물을 쓰러뜨리는 「가드」에 고졸로 취업한 키클은 훈련과 실전에 10대를 바쳐 알게 되면 스무 살이 돼 이제라도 청춘이 하고 싶다는 생각을 했다.가드를 그만두고 대학에 들어가 캠퍼스 라이프 속에서 사랑을 하고 싶었다. 하지만 메부키 거리에서 가장 뛰어난 가드 키클이 갑자기 그만두면 치안이 무너질 수 있다.
길드 직원 에노메는 키클의 은퇴를 만류하며 「만남이 없음」이 그만두는 이유라면 수인인 미소녀 무도가 일편단심을 소개했다. 키클은 전혀 내키지 않고 오로지 후임으로 지역을 맡기면 그만둘 수 있다고 계획했다. 하지만 함께 마물 퇴치에 나서다 보면 초진의 한결같기는 약했고, 그러기는커녕 마물을 끌어당기는 체질답게 눈앞에서 능욕당하고 전투 불능이 되고 말았다. 키클은 무사히 은퇴하기 위해 한결같이 단련하기로 결심했다.
한결같이 백마술사 메이데나, 흑마술사 돗키시코, 전사 하나바타, 적마술사 노마, 도적 코인 등 신인 가드가 키클의 가르침을 받게 되는데 이들도 능력에 얼룩이 있어 말썽이 끊이지 않는다. 키클은 마음에 그리던 청춘과 멀어지면서 동료들과의 인연을 돈독히 해 나간다.